# Batalha do Frígido
A Batalha do Rio Frígido foi travada em 6 de setembro do ano 394 d.C., nas proximidades do rio Soča (em italiano, rio Isonzo), na atual Eslovênia, entre as forças do imperador do Oriente Teodósio I e do usurpador do trono do ocidente Eugénio, que na verdade era um fantoche do general de origem bárbara Arbogasto.
As forças de Teodósio eram compostas também de visigodos comandados por Alarico I, vândalos comandados por Estilicão e até hunos.
No inicio da batalha, Teodósio posicionou as forças dos seus aliados godos na frente do seu exército para absorver o impacto do ataque do inimigo e também para fazer descansar as suas legiões. Mas na verdade o que o imperador pretendia era que os seus aliados bárbaros perdessem o maior número de vidas possível e embora os visigodos lutassem pela vida estavam sendo derrotados pelas forças de Eugénio, tanto que no dia seguinte, Teodósio se encontrava numa situação difícil até acontecer um facto que foi considerado um milagre. Caiu uma grande tempestade com um vento inesperado soprando com violência contra as tropas inimigas, anulando os seus ganhos e quase cegando-as: Nessa altura as legiões de Teodósio atacaram e empurraram o inimigo, que fugiu em desordem a ponto de Eugénio, Arbogasto e Nicómaco Flaviano terem sido mortos. 
A vitória foi comemorada como o segundo triunfo do cristianismo contra os pagãos, uma repetição da realizada na ponte Mílvio por Constantino I. Logo após a batalha, Teodósio apresentou-se em Milão e Ambrósio proibiu-o de receber os sacramentos até que fossem atendidas as suas petições de clemência para com os vencidos.

## Consequências
Com esta vitória, o Império Romano voltou a ser governado por um único imperador pela última vez, pois no ano seguinte após a morte de Teodósio I, o império seria dividido definitivamente pelos dois filhos do imperador. Mas a batalha também teve uma consequência trágica para os romanos, pois Alarico rei dos godos, ao constatar que as suas tropas foram destroçadas em batalha e que os seus homens na verdade serviram de bala para canhão, considerou esta estratégia como uma traição por parte dos seus aliados romanos, a ponto de o fazer dirigir para os Balcãs onde iniciou uma onda de saques e desordens. 
Embora tivessem sido detidos por Estilicão, agora chefe supremo do exército romano, no inverno de 406 por causa de um erro estratégico do general romano que retirou as tropas que guardavam a fronteira do reno, milhares de bárbaros atravessaram o reno congelado, engrossando as fileiras de Alarico e amentando assim a pressão sob a Itália e em dezesseis anos os godos ganharam suficiente força para devastar e derrotar os romanos na Itália. Estilicão poderia ter reparado este erro, mas foi morto em 408 acusado de traição pelo fraco e incompetente imperador do ocidente  Honório, selando assim o destino do Império Romano do Ocidente, pois após a morte do general populares romanos atacaram famílias de soldados bárbaros federados que formavam o exército de Estilicão e cerca de 30 mil soldados desse exército desertaram e fugiram, juntando-se a ninguém menos do que Alarico. Assim em 410, os visigodos saquearam a própria cidade de Roma.
Embora Roma não fosse mais a capital do império, a capital tinha sido transferida em 402 para Ravena por ser melhor protegida e mais fácil de defender, a sua importância cultural e política ainda era grande e o impacto de sua queda foi simplesmente devastador, pois com este fato diversas tribos bárbaras viram que as legiões imbatíveis de Júlio César eram coisas do passado e agora começavam a se levantar de todas as partes do império.  